# Lleó de Calcedònia
Lleó de Calcedònia (en llatí Leo o Leon , en grec medieval Λεών) fou arquebisbe de Calcedònia segurament en temps d'Aleix I Comnè (1081-1118).
Va escriure una carta sinodal mencionada per Fabricius. La carta tractava d'algunes qüestions que feien referència al culte de les imatges i utilitzava un llenguatge qualificat d'heterodox.